# Дискографія Rammstein
Дискографія німецького метал гурту Rammstein.
Перший сингл гурту, «Du riechst so gut», вийшов обмеженим тиражем в форматі діджіпак 17 серпня 1995 року. Місяць по тому група випустила свій перший студійний альбом Herzeleid, який посів шосту сходинку в німецьких хіт-парадах та протримався на даній позиції 102 тижні. 1 квітня 1997 року вийшов сингл «Engel», який посів третю сходинку в хіт-парадах і став золотим, розійшовшись більш ніж 250 000 копій.
Другий альбом Rammstein, Sehnsucht, вийшов у серпні 1997 року. Альбом зайняв перші рядки в чартах Німеччина та Австрії і незабаром Міжнародною федерацією виробників фонограм був сертифікований як платиновий. 30 серпня 1999 року гурт випустив перший концертний альбом Live aus Berlin, записаний на сцені Kindl-Bühne Wuhlheide та випущений на CD і DVD. У квітні 2001 року побачив світ третій альбом, Mutter, на 6 композицій з якого — «Sonne», «Links 2-3-4», «Ich will», «Mutter», «Feuer frei!» і «Mein Herz brennt» — також були видані як сингли. 2003 року гурт випустив DVD «Lichtspielhaus», що містить кадри живих виступів, відеокліпи та інтерв'ю учасників гурту.
26 липня 2004 вийшов сингл «Mein Teil», присвячений історії німецького канібала Арміна Майвеса та зайняв другий рядок у хіт-парадах Німеччини та Фінляндії. Трохи пізніше вийшов черговий альбом групи, Reise, Reise, що став номером один в австрійських, фінських, швейцарських та німецьких чартах. У жовтні 2005 року вийшов у світ п'ятий студійний альбом групи, Rosenrot. Роком пізніше вийшов Völkerball, другий концертний альбом групи. Нарешті, у жовтні 2009 року, після 4-річної перерви вийшов альбом гурту Liebe ist für alle da.
2 грудня 2011 року вийшла збірка The Best of Made In Germany 1995-2011, що містить найкращі пісні гурту та нову пісню Mein Land та кліп до неї. Також збірка містить відеокліпи та так звані "Making Of" відео до деяких з них. 14 грудня 2012 року вийшов сингл Mein Herz Brennt та відеокліп до нього, а за тиждень вийшла піано-версія пісні також з кліпом.
25 вересня 2015 року вийшов концертний альбом Rammstein In Amerika, що було знято 10 та 11 грудня 2010 року, під час виступу в Медісон Сквер Гарден, в Нью-Йорку, під час LIFAD-туру. Разом з альбомом вийшов документальний фільм про те як Rammstein підкорювали Америку своїми піснями та виступами.
23 березня 2017 року вийшов концертний альбом Rammstein: Paris, що було знято 6 та 7 березня 2012 року в Парижі, під час MIG-туру.
28 березня 2019 року, на своєму YouTube каналі, гурт опублікував дев'яти хвилинний відеокліп Deutschland й того ж дня було анонсовано новий альбом. Згодом сингл Deutschland вийшов 12 квітня 2019 року. 26 квітня 2019 року вийшов сингл та відеокліп Radio, а 17 травня 2019 року вийшов сьомий безіменний альбом Rammstein. 28 травня 2019 року вийшов відеокліп на пісню Ausländer, а 31 травня вийшов сингл, що також містить пісню Radio, тому що вона не була випущена на фізичних носіях.
2022 року 29 квітня вийшов 8 студійний альбом "Zeit" [з нім. "Час"] він складає в собі 11 пісень з них: 
1. "Armee Der Tristen" 03:26
2. "Zeit" 05:21
3. "Schwarz" 04:18
4. "Giftig" 03:08
5. "Zick Zack" 04:04
6. "OK" 04:03
7. "Meine Tränen" 03:57
8. "Angst" 03:44
9. "Dicke Titten" 03:38
10. "Lügen" 03:48 
11. "Adieu" 04:36 
```
Всього : 44:03
```

Цей альбом закриває пісня "Adieu" перекладається як - прощавай. Багато фанатів  Rammstein почали хвилюватись що це кінець, що учасники групи прощаються з ними.Версій безліч. В кліпі показано що учасники зпалюють своїх копій. Пауль Ландерс обливає копій бензином, а після цього Ріхард Круспе кидає запаляну сигарету після чого їхні копії згорають. До цього ведеться що може учасники попрощались зі старими ними? І що все буде по іншому? На цей момент доки не дуже зрозуміло.

## Студійні альбоми
| Рік                                                                                       | Альбом                                                                           | Найвищі позиції в чартах | Найвищі позиції в чартах | Найвищі позиції в чартах | Найвищі позиції в чартах | Найвищі позиції в чартах | Найвищі позиції в чартах | Найвищі позиції в чартах | Найвищі позиції в чартах | Найвищі позиції в чартах | Найвищі позиції в чартах | Найвищі позиції в чартах | Найвищі позиції в чартах | Найвищі позиції в чартах | Найвищі позиції в чартах | Сертифікації                                                                                      |
| Рік                                                                                       | Альбом                                                                           | AUS                      | AUT                      | GER                      | BEL                      | FIN                      | ITA                      | FRA                      | POR                      | NLD                      | NOR                      | SWE                      | SWI                      | US                       | UK                       | Сертифікації                                                                                      |
| ----------------------------------------------------------------------------------------- | -------------------------------------------------------------------------------- | ------------------------ | ------------------------ | ------------------------ | ------------------------ | ------------------------ | ------------------------ | ------------------------ | ------------------------ | ------------------------ | ------------------------ | ------------------------ | ------------------------ | ------------------------ | ------------------------ | ------------------------------------------------------------------------------------------------- |
| 1995                                                                                      | Herzeleid - Випущений: 24 вересня - Лейбл: Motor - Формат: CD, касета            | 6                        | —                        | 11                       | 96                       | —                        | —                        | 85                       | 77                       | —                        | —                        | —                        | 20                       | —                        | —                        | Список - GER: Платиновий - EU: Платиновий                                                         |
| 1997                                                                                      | Sehnsucht - Випущений: 22 серпня - Лейбл: Motor - Формат: CD, касета             | 1                        | 25                       | 1                        | 50                       | —                        | —                        | 76                       | 28                       | —                        | —                        | 17                       | 3                        | 45                       | —                        | Список - GER: Платиновий - CAN: Платиновий - EU: Платиновий - SWI: 2× Платиновий - US: Платиновий |
| 2001                                                                                      | Mutter - Випущений: 2 квітня - Лейбл: Motor - Формат: CD, касета, LP             | 1                        | 10                       | 1                        | 7                        | —                        | 7                        | 23                       | 4                        | 12                       | 2                        | —                        | 1                        | 77                       | 91                       | Список - GER: 2× Платиновий - EU: Платиновий - FIN: Gold - SWE: Gold - SWI: 2× Платиновий         |
| 2004                                                                                      | Reise, Reise - Випущений: 27 вересня - Лейбл: Motor, Republic - Формат: CD       | 1                        | 19                       | 1                        | 5                        | 1                        | 3                        | 2                        | —                        | —                        | 4                        | 2                        | 1                        | 61                       | 37                       | Список - GER: Платиновий - EU: Платиновий - FIN: Gold - SWE: Золотий - SWI: Платиновий            |
| 2005                                                                                      | Rosenrot - Випущений: 28 жовтня - Лейбл: Universal - Формат: CD                  | 1                        | 44                       | 1                        | 3                        | 1                        | 5                        | 4                        | —                        | 4                        | —                        | 2                        | 2                        | 47                       | 29                       | Список - FIN: Золотий - EU: Платиновий - SWI: Платиновий                                          |
| 2009                                                                                      | Liebe ist für alle da - Випущений: 16 жовтня - Лейбл: Universal - Формат: CD, LP | 1                        | 9                        | 1                        | 3                        | 1                        | 2                        | 1                        | 4                        | 3                        | —                        | —                        | 1                        | 13                       | 16                       | Список - GER: 2× Платиновий - FIN: Платиновий - SWI: Платиновий - FRA: Золотий - DK: Золотий      |
| 2019                                                                                      | Rammstein - Випущений: 17 травня - Лейбл: Universal - Формат: CD, LP, ЦЗ         | 5                        | 1                        | 1                        | 1                        | 1                        | 5                        | 1                        | —                        | 1                        | 1                        | 2                        | 1                        | 9                        | 3                        | Список - GER: 5× Золотий - FRA: Золотий                                                           |
| 2022                                                                                      | Zeit - Випущений: 29 квітня - Лейбл: Universal - Формат: CD, CS, LP, DL          | 3                        | 1                        | 1                        | 1                        | 1                        | 12                       | 1                        | -                        | 1                        | 1                        | 1                        | 1                        | 15                       | 3                        | Список - GER: 2× Платиновий - BEL: Золотий - AUT: Платиновий - SWI: Платиновий - FRI: Золотий     |
| знак «—» позначений в релізах, якщо вони не були в чарти або не випускались в цій країні. |                                                                                  |                          |                          |                          |                          |                          |                          |                          |                          |                          |                          |                          |                          |                          |                          |                                                                                                   |

## Концертні альбоми
| Рік  | Альбом                                                 | Найвищі позиції в чартах | Найвищі позиції в чартах | Найвищі позиції в чартах | Найвищі позиції в чартах | Найвищі позиції в чартах | Найвищі позиції в чартах | Найвищі позиції в чартах | Найвищі позиції в чартах | Найвищі позиції в чартах | Найвищі позиції в чартах | Найвищі позиції в чартах | Сертифікації                                                             |
| Рік  | Альбом                                                 | AUT                      | BEL                      | EUR                      | NLD                      | GER                      | NOR                      | USA                      | FIN                      | FRA                      | SWI                      | SWE                      | Сертифікації                                                             |
| ---- | ------------------------------------------------------ | ------------------------ | ------------------------ | ------------------------ | ------------------------ | ------------------------ | ------------------------ | ------------------------ | ------------------------ | ------------------------ | ------------------------ | ------------------------ | ------------------------------------------------------------------------ |
| 1999 | Live aus Berlin - Випущено: 31 серпня - Лейбл: Motor   | 2                        | 93                       | 8                        | 43                       | 1                        | 29                       | 179                      | 35                       | 97                       | 8                        | 42                       | Список - GER: Золотий - SWI: Платиновий                                  |
| 2006 | Völkerball - Випущено: 17 листопада - Лейбл: Universal | 3                        | 48                       | 5                        | 7                        | 1                        | 24                       | 147                      | 1                        | 54                       | 7                        | 11                       | Список - GBR: Золотий - GER: Платиновий - SWI: Золотий - RUS: Платиновий |

## Сингли
| 1995                                         | «Du riechst so gut»     | —  | —  | —  | —  | —  | —  | —  | —  | —  | —   | —  | —  | Herzeleid             |
| 1996                                         | «Seemann»               | —  | —  | —  | —  | —  | —  | —  | —  | —  | —   | —  | —  | Herzeleid             |
| 1997                                         | «Engel»                 | 4  | —  | —  | —  | —  | —  | 3  | —  | —  | —   | 17 | 48 | Sehnsucht             |
| 1997                                         | «Du hast»               | 10 | —  | —  | —  | —  | —  | 5  | —  | —  | —   | 33 | —  | Sehnsucht             |
| 1997                                         | «Das Modell»            | 18 | —  | —  | —  | —  | —  | 5  | —  | —  | —   | —  | 41 | Неальбомний сингл     |
| 1998                                         | «Du riechst so gut '98» | —  | —  | —  | —  | —  | —  | —  | —  | —  | —   | —  | —  | Неальбомний сингл     |
| 1998                                         | «Stripped»              | 27 | —  | —  | —  | —  | —  | 14 | —  | —  | —   | 42 | —  | Неальбомний сингл     |
| 2001                                         | «Asche zu Asche»        | —  | —  | —  | —  | —  | —  | —  | —  | —  | —   | —  | —  | Live aus Berlin       |
| 2001                                         | «Sonne»                 | 5  | 2  | —  | —  | —  | 24 | 2  | —  | 9  | —   | 18 | 42 | Mutter                |
| 2001                                         | «Links 2 3 4»           | 33 | —  | —  | —  | —  | 60 | 26 | —  | 15 | —   | 65 | —  | Mutter                |
| 2001                                         | «Ich will»              | 59 | —  | —  | —  | —  | —  | —  | —  | 19 | —   | —  | —  | Mutter                |
| 2002                                         | «Mutter»                | 47 | —  | —  | —  | —  | 7  | 69 | —  | —  | —   | —  | —  | Mutter                |
| 2002                                         | «Feuer frei!»           | 33 | 28 | —  | —  | —  | —  | —  | 70 | —  | —   | —  | 35 | Mutter                |
| 2004                                         | «Mein Teil»             | 2  | 6  | 40 | 6  | 2  | 15 | —  | —  | 11 | 8   | 11 | 61 | Reise, Reise          |
| 2004                                         | «Amerika»               | 2  | 3  | 36 | 2  | 10 | 16 | 13 | —  | —  | 21  | 5  | 38 | Reise, Reise          |
| 2004                                         | «Ohne dich»             | —  | —  | —  | —  | —  | —  | —  | —  | —  | —   | —  | —  | Reise, Reise          |
| 2005                                         | «Keine Lust»            | 25 | —  | —  | 4  | 5  | 19 | 16 | —  | 14 | —   | 30 | 57 | Reise, Reise          |
| 2005                                         | «Benzin»                | 11 | 33 | —  | 3  | 3  | 25 | 6  | 15 | 1  | 81  | 15 | 16 | Rosenrot              |
| 2005                                         | «Rosenrot»              | 28 | 46 | —  | 8  | —  | 43 | —  | —  | —  | 53  | 59 | —  | Rosenrot              |
| 2006                                         | «Mann gegen Mann»       | 20 | 42 | —  | 5  | —  | 18 | 35 | —  | —  | 45  | 66 | 59 | Rosenrot              |
| 2009                                         | «Pussy»                 | 4  | 34 | —  | 37 | —  | 43 | 1  | 16 | 1  | 13  | 12 | 22 | Liebe ist für alle da |
| 2010                                         | «Ich tu dir weh»        | 74 | —  | —  | —  | —  | —  | —  | —  | —  | 41  | —  | —  | Liebe ist für alle da |
| 2010                                         | «Haifisch»              | —  | —  | —  | —  | —  | —  | —  | —  | —  | —   | —  | —  | Liebe ist für alle da |
| 2012                                         | «Pussy»                 | 31 | —  | —  | —  | —  | —  | 7  | —  | —  | 109 | 33 | —  | Liebe ist für alle da |
| «—» ставиться, якщо сингл не потрапив в чарт |                         |    |    |    |    |    |    |    |    |    |     |    |    |                       |

## Відеоальбоми
| Рік                                                                           | Відеодеталі                                                                    | Найвища позиція у чартах | Найвища позиція у чартах | Найвища позиція у чартах | Найвища позиція у чартах | Найвища позиція у чартах | Найвища позиція у чартах | Найвища позиція у чартах | Найвища позиція у чартах | Найвища позиція у чартах | Найвища позиція у чартах | Сертифікат                          |
| Рік                                                                           | Відеодеталі                                                                    | GER                      | AUT                      | BEL                      | FIN                      | FRA                      | NLD                      | NOR                      | SWE                      | SWI                      | US                       | Сертифікат                          |
| ----------------------------------------------------------------------------- | ------------------------------------------------------------------------------ | ------------------------ | ------------------------ | ------------------------ | ------------------------ | ------------------------ | ------------------------ | ------------------------ | ------------------------ | ------------------------ | ------------------------ | ----------------------------------- |
| 1999                                                                          | Live aus Berlin - Released: 31 серпня 1999 - Label: Motor - Format: DVD, VHS   | —                        | 10                       | 7                        | 2                        | —                        | —                        | 10                       | —                        | —                        | 11                       | GER: 2× Platinum AUS: Gold US: Gold |
| 2003                                                                          | Lichtspielhaus - Released: 1 грудня 2003 - Label: Motor - Format: DVD          | 25                       | 5                        | 4                        | 2                        | —                        | —                        | 4                        | 5                        | —                        | 7                        | GER: Platinum                       |
| 2006                                                                          | Völkerball - Released: 17 листопада 2006 - Label: Universal - Format: CD & DVD | —                        | —                        | 1                        | —                        | —                        | —                        | —                        | —                        | —                        | 3                        | GER: 2× Platinum                    |
| «—» denotes releases that did not chart or were not released in that country. |                                                                                |                          |                          |                          |                          |                          |                          |                          |                          |                          |                          |                                     |

## Відеокліпи
| Рік  | Назва                   | Режисер                         |
| ---- | ----------------------- | ------------------------------- |
| 1995 | «Du riechst so gut»     | Emanuel Fialik                  |
| 1996 | «Seemann»               | Lazlo Kadar                     |
| 1997 | «Rammstein»             | Alexander Herzog, Kai Kniepkamp |
| 1997 | «Engel»                 | Hannes Rossacher                |
| 1997 | «Du hast»               | Philipp Stölzl                  |
| 1997 |                         | Philipp Stölzl                  |
| 1998 | «Du riechst so gut '98» | Philipp Stölzl                  |
| 1998 | «Stripped»              | Philipp Stölzl                  |
| 1998 | «Sehnsucht»             | Ian Steward                     |
| 2001 | «Sonne»                 | Jörn Heitmann                   |
| 2001 | «Links 2-3-4»           | Zoran Bihac                     |
| 2001 | «Ich will»              | Jörn Heitmann                   |
| 2002 | «Mutter»                | Jörn Heitmann                   |
| 2002 | «Feuer frei!»           | Rob Cohen                       |
| 2004 | «Mein Teil»             | Zoran Bihac                     |
| 2004 | «Amerika»               | Jörn Heitmann                   |
| 2004 | «Ohne dich»             | Jörn Heitmann                   |
| 2005 | «Keine Lust»            | Jörn Heitmann                   |
| 2005 | «Benzin»                | Uwe Flade                       |
| 2005 | «Rosenrot»              | Zoran Bihac                     |
| 2006 | «Mann gegen Mann»       | Jonas Åkerlund                  |
| 2009 | «Pussy»                 | Jonas Åkerlund                  |
| 2009 | «Ich tu dir weh»        | Jonas Åkerlund                  |
| 2010 | «Haifisch»              | Jörn Heitmann                   |

## Збірки
| Year | Box details                                                                       | Contents                                                                                             | Notes                                                 |
| ---- | --------------------------------------------------------------------------------- | --- | ----------------------------------------------------- |
| 1998 | Original Single Kollektion - Released: 19 червня 1998 - Label: Motor - Format: CD | 1. «Du riechst so gut» 2. «Seemann» 3. «Engel» 4. «Engel (Fan Edition)» 5. «Du hast» 6. «Das Modell» | - The set comes in a keepsake box including a poster. |